# 布建国
布建国（1956年1月—），女，天津人，中华人民共和国外交官，曾任中华人民共和国驻老挝人民民主共和国特命全权大使和中华人民共和国驻柬埔寨王国特命全权大使。

## 生平
1976年，进入中华人民共和国外交部工作，先后在外交部亚洲司、驻尼泊尔大使馆、驻印度大使馆任职。1998年，任驻孟加拉国大使馆参赞。2000年，任外交部亚洲司参赞。2003年，任驻葡萄牙大使馆一等秘书。2006年，任驻印度大使馆公使衔参赞。2010年3月，出任中华人民共和国驻老挝大使。2013年7月，出任中华人民共和国驻柬埔寨大使。2016年8月，自驻柬埔寨大使离任。

## 家庭
已婚，有一女。

## 荣誉

### 外国勋章奖章
- 友谊勋章（老挝，2013年4月22日批准，2013年5月3日于万象颁发[4]）
- 友好合作大军官勋章（柬埔寨，2016年8月2日颁发[5]）